# Ganmodoki
El ganmodoki (がんもどき, 雁擬き) és un tipus de tofu fregit, elaborat barrejant-hi verdures, clares d’ou i llavors de sèsam. Ganmodoki significa «pseudo-oca». Aquest nom es deu al fet que se sap que el ganmodoki té gust d'oca.
Durant el període Edo, el ganmodoki era un plat elaborat amb konjac (Amorphophallus konjak) fregit. Un plat similar al ganmodoki actual es feia recobrint les verdures amb tofu (igual que al manjū) i després fregint-les.

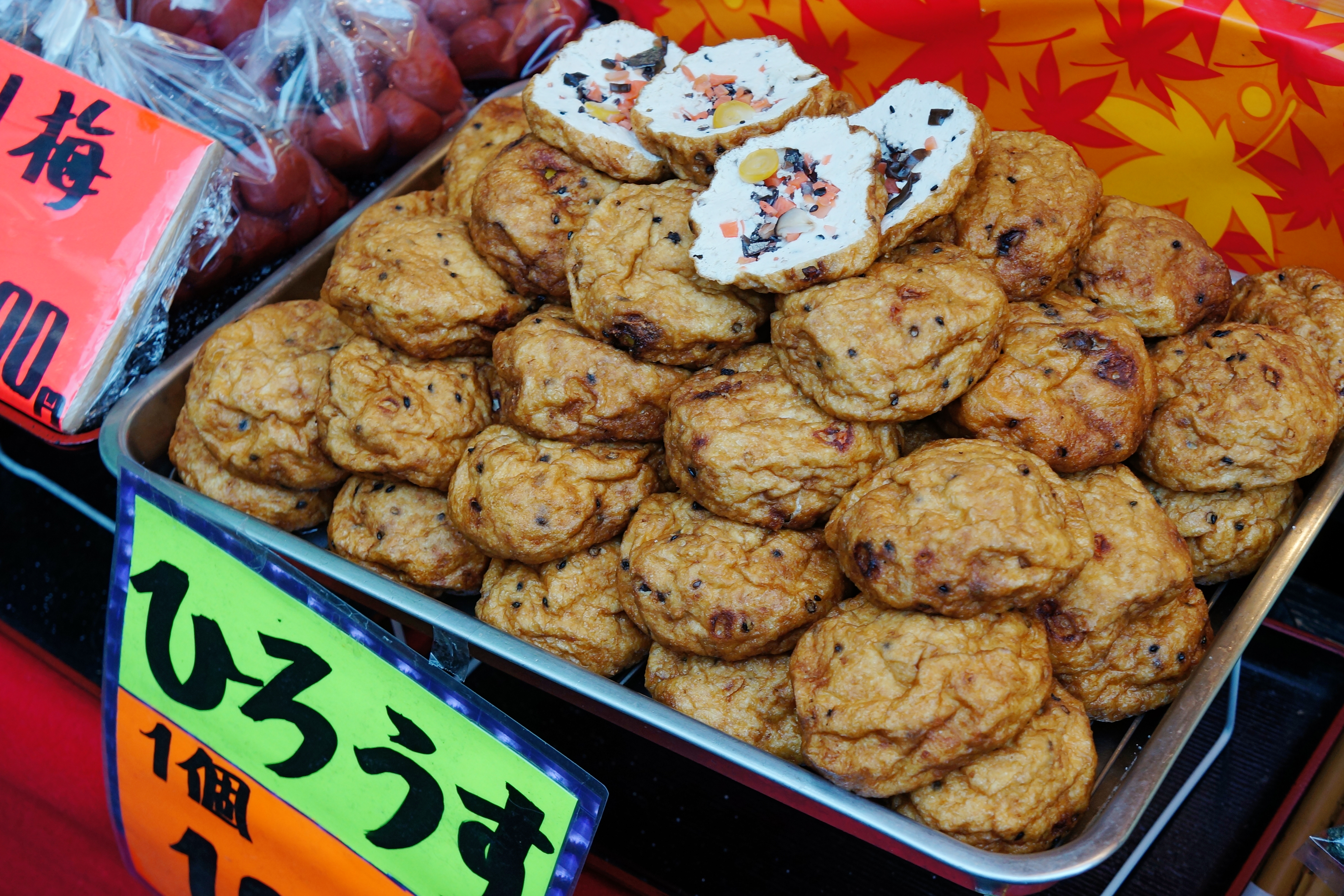
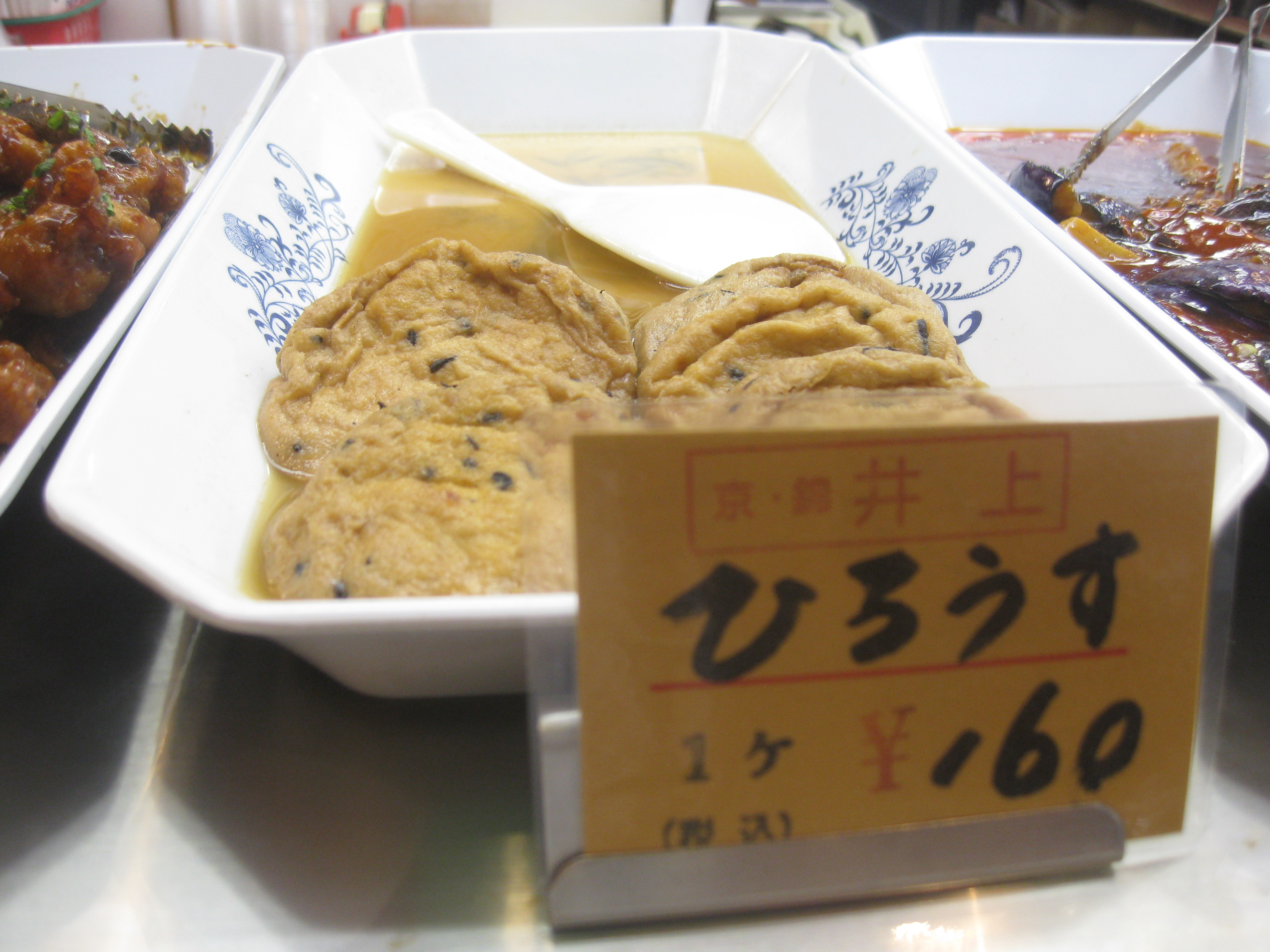
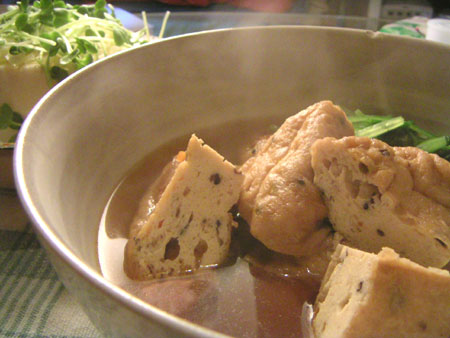

A la regió de Kansai, el ganmodoki s'anomena hiryōzu, hiryuzu o hirōsu, etimologia derivada de la paraula portuguesa filhós.